# Bill Bradley
William Warren „Bill“ Bradley (* 28. července 1943 Crystal City, Missouri) je americký politik, podnikatel a bývalý hráč basketbalu.
Košíkové se věnoval od devíti let, nejčastěji nastupoval na křídle. V letech 1961 až 1965 hrál v National Collegiate Athletic Association za Princetonskou univerzitu, byl označován za největší talent americké košíkové a „bílého Oscara Robertsona“. Byl povolán do americké reprezentace, s níž vyhrál olympiádu v roce 1964 a univerziádu o roku později. V roce 1965 získal jako první basketbalista v historii James E. Sullivan Award pro amerického amatérského sportovce roku.
Po získání titulu Bachelor of Arts v Princetonu strávil díky Rhodesovu stipendiu rok studiem politiky, filozofie a historie na Oxfordské univerzitě a s univerzitním týmem vyhrál anglický pohár. Při pobytu v Evropě také nastupoval za Olimpii Milán a vyhrál s ní v roce 1966 pohár mistrů. V letech 1967 až 1977 hrál profesionálně v National Basketball Association za New York Knicks. Odehrál 742 zápasů v NBA, dosáhl 9 217 bodů, stal se vítězem soutěže v letech 1970 a 1973 a v roce 1973 byl nominován k NBA All-Star Game. Po ukončení kariéry byl zařazen do Basketball Hall of Fame. Bradley a Manu Ginóbili jsou jedinými basketbalisty historie, kteří dokázali vyhrát olympiádu, NBA i euroligu.
Podporoval Demokratickou stranu. V letech 1979 až 1997 byl senátorem za stát New Jersey. V roce 2000 se ucházel o úřad prezidenta USA s programem zahrnujícím reformu daní, dostupnost zdravotní péče a přísnější dohled nad držením zbraní, avšak v demokratických primárkách ho porazil Al Gore. Své politické názory shrnul v knize The New American Story, vydané roku 2007.
Pracoval jako finanční poradce pro McKinsey & Company a zasedá ve správních radách firem Starbucks a Raydiance Inc. Působí v organizaci Issue One, snažící se snížit vliv peněz na americkou politiku. Za celoživotní práci ve skautském hnutí získal cenu Distinguished Eagle Scout Award. Je členem American Philosophical Society a Americké akademie umění a věd.